# Liste de mets à base de pomme de terre
 (février 2024).
La mise en forme du texte ne suit pas les recommandations de Wikipédia : il faut le « wikifier ».
Les points d'amélioration suivants sont les cas les plus fréquents. Le détail des points à revoir est peut-être précisé sur la page de discussion.
- Les titres sont pré-formatés par le logiciel. Ils ne sont ni en capitales, ni en gras.
- Le texte ne doit pas être écrit en capitales (les noms de famille non plus), ni en gras, ni en italique, ni en « petit »…
- Le gras n'est utilisé que pour surligner le titre de l'article dans l'introduction, une seule fois.
- L'italique est rarement utilisé : mots en langue étrangère, titres d'œuvres, noms de bateaux, etc.
- Les citations ne sont pas en italique mais en corps de texte normal. Elles sont entourées par des guillemets français : « et ».
- Les listes à puces sont à éviter, des paragraphes rédigés étant largement préférés. Les tableaux sont à réserver à la présentation de données structurées (résultats, etc.).
- Les appels de note de bas de page (petits chiffres en exposant, introduits par l'outil «  Source ») sont à placer entre la fin de phrase et le point final[comme ça].
- Les liens internes (vers d'autres articles de Wikipédia) sont à choisir avec parcimonie. Créez des liens vers des articles approfondissant le sujet. Les termes génériques sans rapport avec le sujet sont à éviter, ainsi que les répétitions de liens vers un même terme.
- Les liens externes sont à placer uniquement dans une section « Liens externes », à la fin de l'article. Ces liens sont à choisir avec parcimonie suivant les règles définies. Si un lien sert de source à l'article, son insertion dans le texte est à faire par les notes de bas de page.
- La présentation des références doit suivre les conventions bibliographiques. Il est recommandé d'utiliser les modèles {{Ouvrage}}, {{Chapitre}}, {{Article}}, {{Lien web}} et/ou {{Bibliographie}}. Le mode d'édition visuel peut mettre en forme automatiquement les références.
- Insérer une infobox (cadre d'informations à droite) n'est pas obligatoire pour parachever la mise en page.

Pour une aide détaillée, merci de consulter Aide:Wikification.
Si vous pensez que ces points ont été résolus, vous pouvez retirer ce bandeau et améliorer la mise en forme d'un autre article.

Plats à base de pommes de terre.

La liste de mets à base de pomme de terre présente les nombreux mets à base de pommes de terre qui sont préparés dans les diverses cultures.
La pomme de terre, qui est l'un des principaux aliments de base de l'humanité, est largement consommée dans tous les pays du monde, et s'apprête en outre de façons très variées.
La frite est la préparation de pomme de terre la plus consommée au monde.

## Liste alphabétique
| Nom                                 | Origine                                | Description | Illustration |
| ----------------------------------- | -------------------------------------- | --- | ------------ |
| Ajiaco                              | Colombie                               | Soupe de pommes de terre                                                                                                  |              |
| Aligot                              | France (Aubrac)                        | Purée de pommes de terre et tome fraîche                                                                                  |              |
| Aloo chaat                          | Inde                                   | Pommes de terre sautées et épices                                                                                         |              |
| Aloo gobi                           | Inde                                   | Plat de curry indien à base de pommes de terre et de chou-fleur                                                           |              |
| Aloo gosht                          | Inde                                   | Plat de curry de viande et pommes de terre                                                                                |              |
| Aloo matar                          | Inde                                   | Plat de curry indien à base de pommes de terre et de petits pois                                                          |              |
| Aloo paratha                        | Inde                                   | Pain non levé farci d'une purée de pommes de terre épicée                                                                 |              |
| Batata harra                        | Liban                                  | Pommes de terre épicées                                                                                                   |              |
| Batata vada                         | Inde                                   | Beignets de purée de pommes de terre et de farine de pois chiches, vendus dans la rue                                     |              |
| Baeckeoffe                          | France (Alsace)                        | Plat de viandes mijotées avec des pommes de terre et des légumes                                                          |              |
| Bangers and mash                    | Royaume-Uni, Irlande                   | Saucisses accompagnées de purée de pommes de terre                                                                        |              |
| Bauernfrühstück                     | Allemagne                              | Omelette aux pommes de terre ; « petit déjeuner du paysan » en allemand                                                   |              |
| Beignet de pommes de terre          | France                                 | Pommes de terre râpées et friture                                                                                         |              |
| Bisteux                             | France (Picardie)                      | Sorte de pâté de pommes de terre garni de poitrine de porc enrobé de pâte feuilleté.                                      |              |
| Bomba toledana                      | Espagne                                | Tapas à base de purée de pommes de terre et viande hachée                                                                 |              |
| Bonda                               | Inde                                   | Boulettes de purée de pommes de terre enveloppées dans de la farine de pois chiches puis frites                           |              |
| Boxty                               | Irlande                                | Crêpe de pommes de terre                                                                                                  |              |
| Bryndzové halušky                   | Slovaquie                              | Quenelles de pommes de terre au fromage de brebis et au bacon                                                             |              |
| Bubble and squeak                   | Angleterre                             | Plat à base de restes de légumes frits d'un plat de rôti du dimanche                                                      |              |
| Cacasse à cul nu                    | France (Ardennes)                      | Pommes de terre, oignons, saindoux                                                                                        |              |
| Caldo verde                         | Portugal                               | Potage de pommes de terre et chou cavalier                                                                                |              |
| Carapulca                           | Pérou                                  | Potage à base de pommes de terre séchées (papas secas)                                                                    |              |
| Causa a la limeña                   | Pérou                                  | Plat à base de pommes de terre jaunes écrasées et mélangées avec du piment                                                |              |
| Cepelinai                           | Lituanie                               | Boulettes à base de pommes de terre râpées farcies avec de la viande                                                      |              |
| Champ                               | Irlande                                | Mélange de purée de pommes de terre, d'orties et d'oignons hachés                                                         |              |
| Chapalele                           | Chili                                  | Plat à base de pommes de terre et de farine de blé                                                                        |              |
| Charquican                          | Chili                                  | Ragoût à base de morceaux de pommes de terre, de haricots verts, de grains de maïs et de petits bouts de viande de cheval |              |
| Chip butty                          | Angleterre                             | Sandwich aux frites |              |
| Chips (ou croustilles)              |                                        | Pommes de terre coupées en fines tranches et frites dans l'huile                                                          |              |
| Chochoca                            | Chili                                  | Plat à base de pommes de terre et de farine de blé                                                                        |              |
| Chorrillana                         | Chili                                  | Mélange de frites, de viande et d’œufs                                                                                    |              |
| Chupe                               | Pérou                                  | Soupe à base de viande, de légumes et de pommes de terre                                                                  |              |
| Coca de patata                      | Majorque                               | Coque sucrée à base de pommes de terre                                                                                    |              |
| Coddle                              | Irlande                                | Ragoût de pommes de terre, oignons, saucisses et bacon dans un bouillon de poulet                                         |              |
| Colcannon                           | Irlande, Écosse                        | Plat à base de purée de pommes de terre et de chou                                                                        |              |
| Cottage pie                         | Angleterre                             | Tourte à la viande recouverte d'une croûte de purée de pommes de terre                                                    |              |
| Crêpe vonnassienne                  | France (Bresse)                        | Petites crêpes de purée de pommes de terre revenues à la poêle                                                            |              |
| Crique                              | France (vallée du Rhône)               | Galette de pommes de terre râpées revenues à la poêle                                                                     |              |
| Crisp sandwich                      | États-Unis                             | Sandwich de chips |              |
| Crocchè                             | Italie                                 | Croquettes à base de pommes de terre et d'œufs                                                                            |              |
| Curanto                             | Chili                                  | Plat cuit au feu de bois dans un trou à base de viande et de pommes de terre                                              |              |
| Culurgiones                         | Italie                                 | Raviolis sardes farcis à la pomme de terre                                                                                |              |
| Dibbelabbes                         | Allemagne                              | Plat à base de pommes de terre râpées et de viande séchée                                                                 |              |
| Dum aloo                            | Inde                                   | Curry à base de pommes de terre                                                                                           |              |
| Empadão                             | Portugal, Brésil                       | Plat semblable au hachis parmentier                                                                                       |              |
| Estofinade                          | France (Rouergue)                      | Plat à base de poisson séché émietté et de pommes de terre écrasées                                                       |              |
| Farcement                           | France (Haute-Savoie)                  | Plat à base de pommes de terre râpées, de lard, de pruneaux et de raisins secs                                            |              |
| Farcidure                           | France (Limousin)                      | Pain de pommes de terre cuit à l'eau                                                                                      |              |
| Farinade                            | France (Auvergne)                      | Crêpe épaisse à base de farine de seigle et de pommes de terre râpées                                                     |              |
| Fish and chips                      | Royaume-Uni                            | Poisson pané accompagné de frites                                                                                         |              |
| Fricassé                            | Tunisie                                | Beignet de pâte à pain fourré de pommes de terre                                                                          |              |
| Frico morbido                       | Italie, Frioul                         | Poêlée à base de pommes de terre et fromage                                                                               |              |
| Frites                              | Belgique et autres pays                | Pommes de terre coupées en bâtonnets et frites dans l'huile                                                               |              |
| Funeral potatoes                    | États-Unis                             | Plat de pommes de terre sautées traditionnel des Mormons                                                                  |              |
| Galette de pommes de terre          | France                                 | Pommes de terre râpées façonnées en galettes et cuites au four ou frites                                                  |              |
| Gamjajeon                           | Corée                                  | Galette de pommes de terre                                                                                                |              |
| Gamja ongsimi                       | Corée                                  | Boulettes de pommes de terre et légumes dans un bouillon clair                                                            |              |
| Gatò di patate                      | Italie                                 | Gratin de purée de pommes de terre avec saucisse et fromage                                                               |              |
| Gaufre de pommes de terre           |                                        | Gaufres préparées avec une pâte de pommes de terre râpées                                                                 |              |
| Gnocchis                            | Italie                                 | Pâtes préparées avec un mélange de farine de blé et de pommes de terre                                                    |              |
| Gratin dauphinois                   | France (Dauphiné)                      | Gratin de pommes de terre coupées en tranches et crème fraîche                                                            |              |
| Gratin savoyard                     | France (Savoie)                        | Variante du gratin dauphinois, avec du fromage                                                                            |              |
| Gröstl                              | Autriche (Tyrol) ; Italie (Haut-Adige) | Pommes de terre rissolées avec restes de viande hachée                                                                    |              |
| Gurr                                | Népal                                  | Galette de pommes de terre, alimentation de base des sherpas                                                              |              |
| Hachis parmentier                   | France (Corrèze)                       | Plat à base de purée de pommes de terre et de viande de bœuf hachée                                                       |              |
| Halušky                             | Slovaquie                              | Pâtes préparées avec un mélange de farine de blé et de pommes de terre                                                    |              |
| Hasselbackspotatis                  | Suède                                  | Pommes de terre au four                                                                                                   |              |
| Himmel und Erde                     | Allemagne                              | Compote de pommes et purée de pommes de terre servies en garniture avec des saucisses ou du boudin                        |              |
| Hutspot                             | Pays-Bas                               | Mélange de purée de pommes de terre et d'un ou plusieurs autres légumes                                                   |              |
| Janssons frestelse                  | Suède                                  | Gratin de pommes de terre, d'oignons et de sprats                                                                         |              |
| Kapsalon                            | Pays-Bas (Rotterdam)                   | Kebab-frites vendu en restauration rapide                                                                                 |              |
| Kartoffelkäse                       | Allemagne, Autriche                    | Pâte à tartiner à base de pommes de terre et de crème sure                                                                |              |
| Kartoffelsuppe                      | Allemagne                              | Soupe traditionnelle |              |
| Korokke                             | Japon                                  | Croquette de pommes de terre à la viande et à l'oignon                                                                    |              |
| Kriegskartoffelbrot                 | Allemagne                              | Pain de guerre allemand distribué dans les camps lors de la Première Guerre mondiale                                      |              |
| Kugelis                             | Lituanie                               | Gâteau de pommes de terre                                                                                                 |              |
| Kumpir                              | Turquie                                | Pomme de terre au four vendue en restauration rapide                                                                      |              |
| Lefse                               | Norvège                                | Pain de pommes de terre                                                                                                   |              |
| Llapingacho                         | Équateur                               | Galettes de pommes de terre écrasées avec du fromage fondu                                                                |              |
| Maluns                              | Suisse (Grisons)                       | Mélange de pommes de terre et farine frit dans du beurre                                                                  |              |
| Milcao                              | Chili (île de Chiloé)                  | Mélange de pommes de terre crues et cuites                                                                                |              |
| Mitraillette                        | Belgique                               | Sandwich garni de viande cuite à la friture, de frites et de sauce                                                        |              |
| Mohnnudel                           | Allemagne, Autriche                    | Nouilles épaisses faites d'une pâte de pommes de terre, consommées en dessert                                             |              |
| Morcilla patatera                   | Espagne (Estrémadure)                  | Boudin aux pommes de terre                                                                                                |              |
| Moules-frites                       | Belgique, France (Nord)                | Moules cuites accompagnées de frites                                                                                      |              |
| Mounassou                           | France (Corrèze)                       | Gâteau à base de pommes de terre, de crème, de porc et d'échalotes                                                        |              |
| Nikujaga                            | Japon                                  | Viande cuite avec des pommes de terre                                                                                     |              |
| Ocopa                               | Pérou                                  | Pommes de terre bouillies nappées d'une sauce pimentée                                                                    |              |
| Œufs Toupinel                       | France (Paris)                         | Œufs pochés servis dans des pommes au four cuites dans leur peau                                                          |              |
| Pain de pommes de terre             |                                        | Pain réalisé en substituant une partie de la farine par de la pomme de terre                                              |              |
| Pain maori                          | Nouvelle-Zélande                       | Pain traditionnel de pommes de terre, fermenté                                                                            |              |
| Papa a la huancaina                 | Pérou                                  | Salade de pommes de terre avec une sauce épicée                                                                           |              |
| Papa rellena                        | Pérou                                  | Pommes de terre râpées et farcies                                                                                         |              |
| Papet vaudois                       | Suisse (canton de Vaud)                | Potée vaudoise de poireaux et pommes de terre, généralement accompagnée de saucisse aux choux                             |              |
| Paprikás krumpli                    | Hongrie                                | Goulash de pommes de terre                                                                                                |              |
| Pastel de papa                      | Argentine, Chili, Uruguay              | Viande hachée et purée de pommes de terre                                                                                 |              |
| Patatas a la importancia            | Espagne                                | Pommes de terre frites puis mijotées en ragoût                                                                            |              |
| Patates braves                      | Espagne                                | Tapas |              |
| Patatnik                            | Bulgarie                               | Tourte à la pomme de terre et au fromage                                                                                  |              |
| Pâté chinois                        | Canada (Québec)                        | Gratin de bœuf haché, maïs et pommes de terre en purée                                                                    |              |
| Pâté aux pommes de terre            | France                                 | |              |
| Péla                                | France (Savoie)                        | Gratin à la pomme de terre et au reblochon                                                                                |              |
| Pierogi                             | Pologne                                | Petits chaussons fourrés à la pomme de terre, bouillis puis frits                                                         |              |
| Pipián                              | Colombie                               | Ragoût de viande et de pommes de terre coloradas                                                                          |              |
| Pitepalt                            | Suède                                  | |              |
| Pitta di patate                     | Italie                                 | Fougasse à base de pommes de terre et d'oignons frits                                                                     |              |
| Pfloutes                            | France (Alsace)                        | Quenelles de semoule de blé et de pommes de terre                                                                         |              |
| Placki                              | Pologne                                | Galettes de pommes de terre et d'oignons                                                                                  |              |
| Pommes Anna                         | France                                 | Gratin de pommes de terre cuit au beurre                                                                                  |              |
| Pommes dauphine                     | France                                 | Boulettes frites de purée de pommes de terre et pâte à choux salée                                                        |              |
| Pommes duchesse                     | France                                 | Préparation à base de purée de pommes de terre et d'œuf                                                                   |              |
| Pommes Macaire                      | France                                 | Spécialité culinaire à base de pommes de terre façonnées en galettes                                                      |              |
| Pommes noisette                     | France                                 | Boules de pommes de terre sautées au beurre                                                                               |              |
| Pomme de terre au four              |                                        | Pommes de terre cuites à sec dans un four, avec leur peau                                                                 |              |
| Pommes de terre à la mode de Prague |                                        | Gratin de pommes de terre aux œufs durs                                                                                   |              |
| Pomme de terre en robe des champs   |                                        | Pommes de terre cuites à l'eau et servies avec leur peau                                                                  |              |
| Pomme de terre rissolée             |                                        | Pommes de terre coupées en morceaux cuites à l'aide d'une matière grasse                                                  |              |
| Pommes de terre ridées des Canaries | Espagne                                | Pommes de terre bouillies avec la peau dans une eau salée                                                                 |              |
| Pommes de terre à la lyonnaise      | France (Lyon)                          | Pommes de terre sautées avec des oignons                                                                                  |              |
| Pommes soufflées                    | France (Paris)                         | Pommes de terre coupées en tranches fines et frites deux fois                                                             |              |
| Potatiskorv                         | Suède                                  | Saucisse à base de pommes de terre et viande hachée                                                                       |              |
| Potato skins                        | États-Unis                             | Apéritif à base de pommes de terre                                                                                        |              |
| Potthucke                           | Allemagne                              | Plat traditionnel allemand à base de pommes de terre et saucisses                                                         |              |
| Poutine                             | Canada (Québec)                        | Plat constitué de frites et de fromage cheddar frais en grains, recouverts d’une sauce chaude                             |              |
| Poutine acadienne                   | Canada (Nouveau-Brunswick)             | Boulettes de pommes de terre râpées et farcies de lard ou de viande de porc                                               |              |
| Purée de pommes de terre            |                                        | Mélange de pommes de terre cuites, écrasées et mélangées avec du beurre et du lait                                        |              |
| Quarkkeulchen                       | Allemagne                              | Dessert formé de petites galettes de pommes de terre saupoudrées de sucre                                                 |              |
| Rakott krumpli                      | Hongrie                                | Gratin de pommes de terre au saucisson et aux œufs durs                                                                   |              |
| Râpée                               | France (Saint-Étienne et Morvan)       | Galette de pommes de terre revenue à la poêle, contient éventuellement des œufs                                           |              |
| Raspeball                           | Norvège                                | Boulettes de pommes de terre râpées et de farine, farcies de viande (Norvège)                                             |              |
| Roigebrageldi                       | France (Alsace)                        | Pommes de terre émincées, oignons et lard cuits au four                                                                   |              |
| Rösti                               | Suisse                                 | Galettes de pommes de terre râpées cuites à la poêle                                                                      |              |
| Roustiquette                        | Belgique (Gaume)                       | Pommes de terre rissolées avec des lardons                                                                                |              |
| Rumbledethumps                      | Royaume-Uni (Écosse)                   | Préparation à base de purée de pommes de terre avec du chou et de l'oignon                                                |              |
| Skordaliá                           | Grèce                                  | Purée, ou tartinade, à l'ail                                                                                              |              |
| Tartiflette                         | France (Savoie)                        | Gratin de pommes de terre avec oignons et lardons, gratinés au reblochon                                                  |              |

- Poulet d'horloger, plat franc-comtois à base de tranches de pommes de terre en chemise et de cancoillotte (France)
- Pringles, marque de chips de la société Procter & Gamble (États-Unis)
- Quepapas, boulettes de pommes de terre et fromage vendues par Pizza Hut (Mexique)
- Ras, frites reconstituées à partir de flocons de pommes de terre (Pays-Bas)
- Salade de pommes de terre
- Salame di patate, saucisse de pommes de terre et viande de porc hachée (Piémont, Italie)
- Salchipapas, saucisses et pommes de terre frites (Pérou)
- Salt potatoes, pommes de terre bouillies avec leur peau dans de l'eau saturée en sel (États-Unis)
- Saucisse aux pommes de terre (Kartoffelwurst), saucisse précuite à base de viande et de lard et de pommes de terre (Allemagne ; Alsace, France)
- Schupfnudel, sortes de nouilles épaisses faites d'une pâte de pommes de terre (Allemagne, Autriche)
- Scone de pommes de terre, gâteau de pommes de terre (Écosse, Île de Man)
- Spettekaka, gâteau à la broche à base de farine de pommes de terre (Scanie, Suède)
- Stamppot, mélange de purée de pommes de terre et d'un ou plusieurs autres légumes (Pays-Bas)
- Steak frites, steak accompagné de frites
- Stoemp, purée de pommes de terre mélangée avec un ou plusieurs légumes (Belgique)
- Suanla tudou si (酸辣土豆丝), pommes de terre taillées en julienne et cuites au wok dans un peu d'huile (Chine)

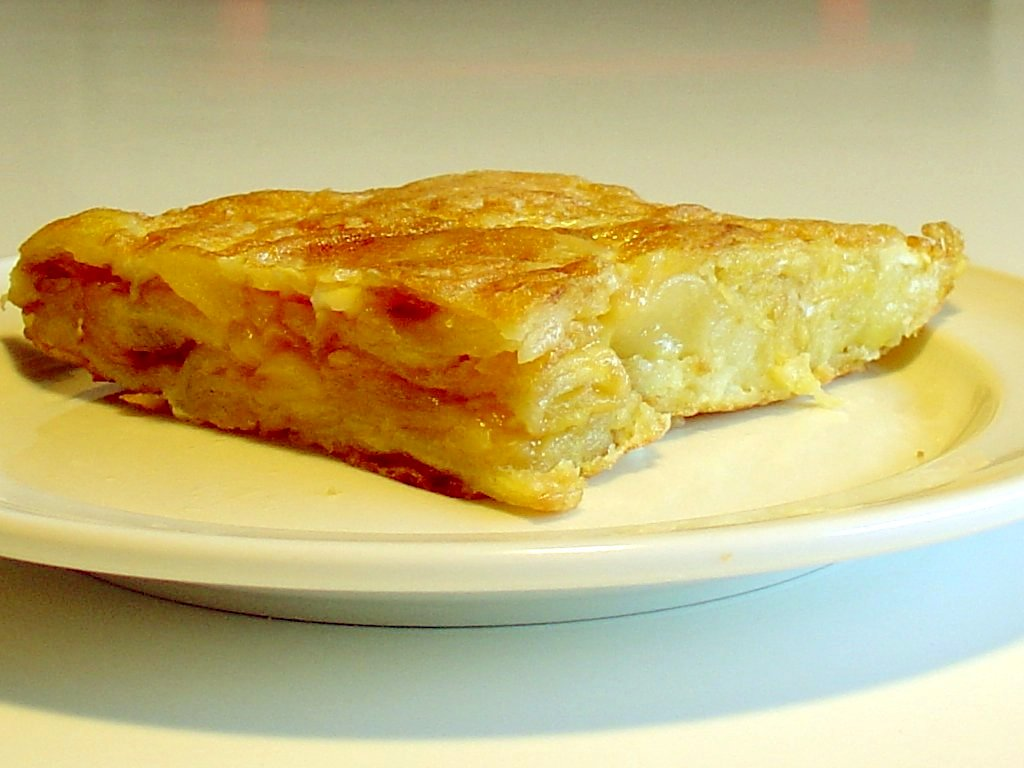
Tortilla.

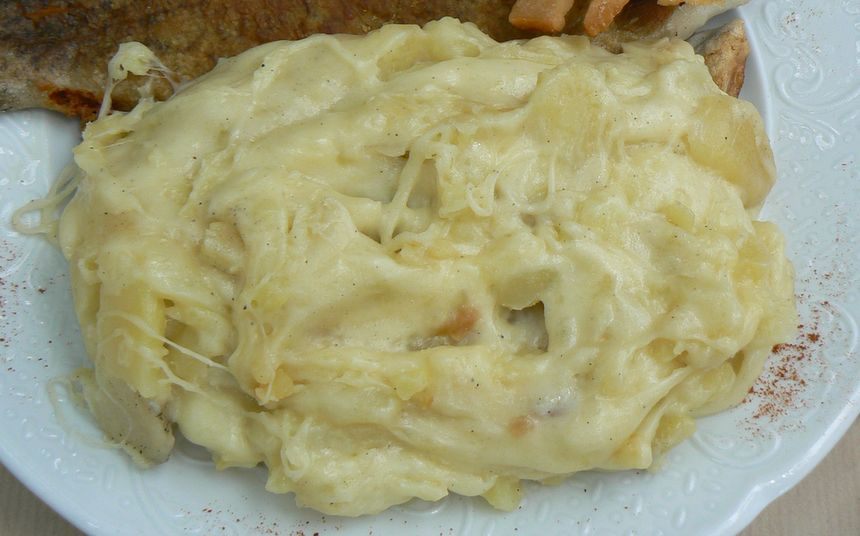
Truffade.

- Tater Tots, marque commerciale de hash browns (États-Unis)
- Tatws pum munud, ragoût de pommes de terre au bacon fumé (Pays de Galles, Royaume-Uni)
- Thüringer Klösse, boulettes de pommes de terre râpées cuites à l'eau (Allemagne).
- Tocosh, préparation de pommes de terre fermentées (Pérou)
- Tofailles, pommes de terre émincées et lard cuits au four (Lorraine, France)
- Tortello di patate, sorte de ravioli farci de pommes de terre et fromage (Toscane, Italie)
- Touffaye, spécialité belge composée de pommes de terre et de lardons, de crosse de jambon, de saucisse fumée ou de côtelettes de porc (Belgique)
- Tourte berrichonne, tourte aux pommes de terre et oignons avec herbes et crème fraîche, originaire du Berry (France)
- Tourte Woolton, tourte aux légumes et pommes de terre créée en temps de guerre (Royaume-Uni)
- Tourton, beignet farci de purée (France, Hautes-Alpes)
- Tortilla de patatas, omelette aux pommes de terre (Espagne)
- Patate tornado (appelée pomme de terre rotato, pomme de terre en spirale ou chips on a stick (en Australie). C'est une pomme de terre entière frite en spirale sur une brochette, semblable à une frite, badigeonnée de divers assaisonnements tels que l'oignon, le fromage ou le miel (Corée du Sud)
- Trinxat, plat à base de chou, pomme de terre et ventrèche (Catalogne, Espagne)
- Truffade, plat traditionnel d'Auvergne à base de pommes de terre et de tomme fraîche de Cantal (France, Auvergne)
- Tudou bing (土豆饼), galette de pommes de terre et de carotte (Chine)
- Tumbet, plat végétarien à base de pomme de terre, aubergine et poivron rouge (Majorque, Espagne)
- Vichyssoise, soupe épaisse de purée de pommes de terre et de poireaux (États-Unis)

## Liste par principaux ingrédients

### Pommes de terre seules
- Frites, chips, galette de pommes de terre, pomme de terre en robe des champs, purée, croquettes (beignets de purée), crique

### Pommes de terre et farine de céréales
- Chapalele, chochoca, culurgiones, farinade, fricassé, gnocchis, halušky, Kriegskartoffelbrot, Lefse, maluns, pain de pommes de terre, pâté aux pommes de terre, pommes dauphine, scone de pommes de terre

### Pommes de terre et fromage
- Aligot, bryndzové halušky, frico morbido, gatò di patate, llapingacho, patatnik, poutine, quepapas, tartiflette, truffade

### Pommes de terre et légumes
- Aloo gobi, aloo matar, stamppot, stoemp, tourte berrichonne, tourte Woolton, tumbet

### Pommes de terre et œufs
- Bauernfrühstück, crique ardéchoise, omelette de pomme de terre, tortilla de patatas

### Pommes de terre et poisson
- Estofinade, fish and chips, Janssons frestelse, brandade (de morue, de saumon…)

### Pommes de terre et viande
- Cepelinai, cottage pie, Dibbelabbes, hachis parmentier, empadão, korokke, pastel de papa, Potthucke, raspeball, salchipapas, saucisse aux pommes de terre

### Charcuterie
- Morcilla patatera, potatiskorv, salame di patate, salchipapas, saucisse aux pommes de terre

### Desserts
- Coca de patata, mohnnudel, Quarkkeulchen, spettekaka

### Soupes et potages
- Ajiaco, carapulca, chupe, Kartoffelsuppe, vichyssoise

### Sandwichs
- Crisp sandwich, mitraillette (cuisine)